# ده عاقلی
ده عاقلی یک روستا در ایران است که در شهرستان سیرجان واقع شده‌است.